# 왕정 (안국후)
왕정(王定, ? ~ ?)은 전한 중기의 제후로, 개국공신 왕릉의 현손이다.

## 생애
원수 3년(기원전 120년), 아버지 왕벽방의 뒤를 이어 안국후(安國侯)에 봉해졌다.
원정 5년(기원전 112년), 주금을 법도에 맞지 않게 헌납한 죄로 작위가 박탈되었다.

## 출전
- 사마천, 《사기》 권18 고조공신후자연표
- 반고, 《한서》 권16 고혜고후문공신표

| 전임 아버지 안국안후 왕벽방 | 전한의 안국후 기원전 120년 ~ 기원전 112년 | 후임 (봉국 폐지) |